# ルドリュ＝ロラン駅
ルドリュ＝ロラン駅（ルドリュ＝ロランえき、フランス語: Ledru-Rollin）は、パリのメトロ8号線の駅。
駅名は、駅のあるルドリュ＝ロラン大通りにちなむ。
大通りの名の由来となったアレクサンドル・ルドリュ＝ロラン（Alexandre Ledru-RollinあるいはAlexandre Auguste Ledru[1807-1874]）は、弁護士で、7月王政下で共和的民主勢力の指導者となり、新聞「ラ・レフォルム」（La Réforme/改革）を創刊したほか、第二共和政で内務大臣となった政治家。 

## 駅付近の名所
- アリーグル市場（12区内）